# Korneel Evers
 (janvier 2019).
Si vous disposez d'ouvrages ou d'articles de référence ou si vous connaissez des sites web de qualité traitant du thème abordé ici, merci de compléter l'article en donnant les références utiles à sa vérifiabilité et en les liant à la section « Notes et références ».
Korneel Evers, né le 16 juin 1979 à Almelo,, est un acteur et artiste de cabaret néerlandais.

## Filmographie

### Cinéma et téléfilms
- 2005 : Staatsgevaarlijk (nl) : Le soldat
- 2008 : De brief voor de koning (nl) : Le gardien de Dagonaut
- 2011 : Flikken Maastricht : Monnie Gijzens
- 2011 : De sterkste man van Nederland (nl) : L'annonceur
- 2011 : De Heineken Ontvoering (nl) : Jan
- 2012 : Lijn 32 (nl) : Le 2e collègue de Stanley
- 2012 : Feuten (nl) : Mauring van de Berg
- 2012 : Verknipt (nl) : Mick
- 2014 : Une belle famille : Rik
- 2014 : A'dam - E.V.A. (nl) : Marty Kloosterboer
- 2014 : Mord mit Aussicht (de) : Piet van Schieck
- 2014 : Sinterklaasjournaal (nl) : Le bagagiste
- 2015 : Zwarte Tulp (nl) : Bertus Schaeffer
- 2015 : Force : Le receptionniste
- 2015 : Poesjes : Django
- 2015 : Hotwax : Le garde du corps numéro 2
- 2015 : Patagonia : Wouter
- 2015 : Overspel (nl) : Uitsmijter Cupido
- 2016 : Catch : Rudi
- 2016 : Hellingproef (nl) : Henry Vos
- 2016 : Icarus : Siebe
- 2017 : Vaders & Moeders : Mo
- 2018 : Het Hart van Hadiah Tromp : Ben
- 2018 : Spangas op Zomervakantie (nl) : Patrick
- 2019 : Grenslanders (nl) : Mathijs Wagenaar